# Имагинальный диск
Имагинальный диск — скопление недифференцированных клеток или однослойные участки гиподермы у личинок и куколок насекомых, немертин и иглокожих, находящиеся в эмбриональном состоянии на протяжении всей личиночной фазы и представляющие в дальнейшем основу для формирования имагинальных (дефинитивных) органов.
Имагинальные диски располагаются непосредственно под кутикулой, а некоторые из них находятся непосредственно в полости тела, но при этом сохраняют свою связь с кутикулой. Количество имагинальных дисков у насекомых находится в зависимости от типа метаморфоза. Некоторые из имагинальных дисков, например зачатки крыла, увеличиваются в своих размерах при каждой линьке личинки. У куколок насекомых при процессах гистолиза личиночных тканей клетки имагинальных дисков начинают активно размножаться и дифференцироваться, давая начало развитию дефинитивных органов.